# Buitrago del Lozoya
Buitrago del Lozoya ist ein Ort und eine Gemeinde (municipio) mit 1.973 Einwohnern (Stand: 2024) im Norden der Autonomen Gemeinschaft Madrid in der Mitte Spaniens. Der alte Ortskern wurde im Jahr 1993 wegen seiner historischen Bauten als Kulturgut (Bien de Interés Cultural) in der Kategorie Conjunto histórico-artístico eingestuft.

## Lage und Klima
Buitrago del Lozoya liegt auf einem auf drei Seiten vom Río Lozoya umflossenen Felsvorsprung in den Südhängen der Sierra de Guadarrama in einer Höhe von ca. 975 m etwa 75 km (Fahrtstrecke) nördlich der Stadt Madrid. Das Klima ist im Winter rau, im Sommer dagegen gemäßigt bis warm; Regen (ca. 435 mm/Jahr) fällt übers Jahr verteilt.

## Bevölkerungsentwicklung
| Jahr      | 1857 | 1900 | 1950 | 2000  | 2017  |
| Einwohner | 825  | 643  | 963  | 1.471 | 1.854 |

Vergleichsweise niedrige Grundstückspreise und Mieten haben in der zweiten Hälfte des 20. Jahrhunderts zu einem Zuzug von Menschen aus ländlichen Gegenden, aber auch aus der Stadt Madrid geführt.

## Wirtschaft
Jahrhundertelang lebten die Bewohner des Ortes als Selbstversorger von der Landwirtschaft in der Umgebung; im Ort selbst siedelten sich auch Händler, Handwerker und Dienstleister aller Art an. Seit den 1960er Jahren sind Einnahmen aus dem Tagestourismus und der Vermietung von Ferienwohnungen hinzugekommen.

## Geschichte
Manchmal wird der Ort mit dem bei Titus Livius erwähnten Litabrum in Verbindung gebracht, doch sowohl aus keltischer als auch aus römischer und islamischer Zeit fehlen bislang archäologisch verwertbare Zeugnisse. Im 10. Jahrhundert und insbesondere nach der Rückeroberung (reconquista) Toledos (1085) wurde die Gegend von Christen aus dem Norden, aber auch aus dem Süden der Iberischen Halbinsel (mudéjares) wiederbesiedelt. Im Jahre 1095 erhielt Buitrago von Alfons VI. ein Wappen zugeteilt, das einen Stier vor einer Steineiche zeigt. Die kleine Stadt blieb lange Zeit frei von fremden Grundherren, doch im Jahr 1368 kam sie unter die Grundherrschaft (señorio) der damals bedeutenden Familie Mendoza.

## Sehenswürdigkeiten

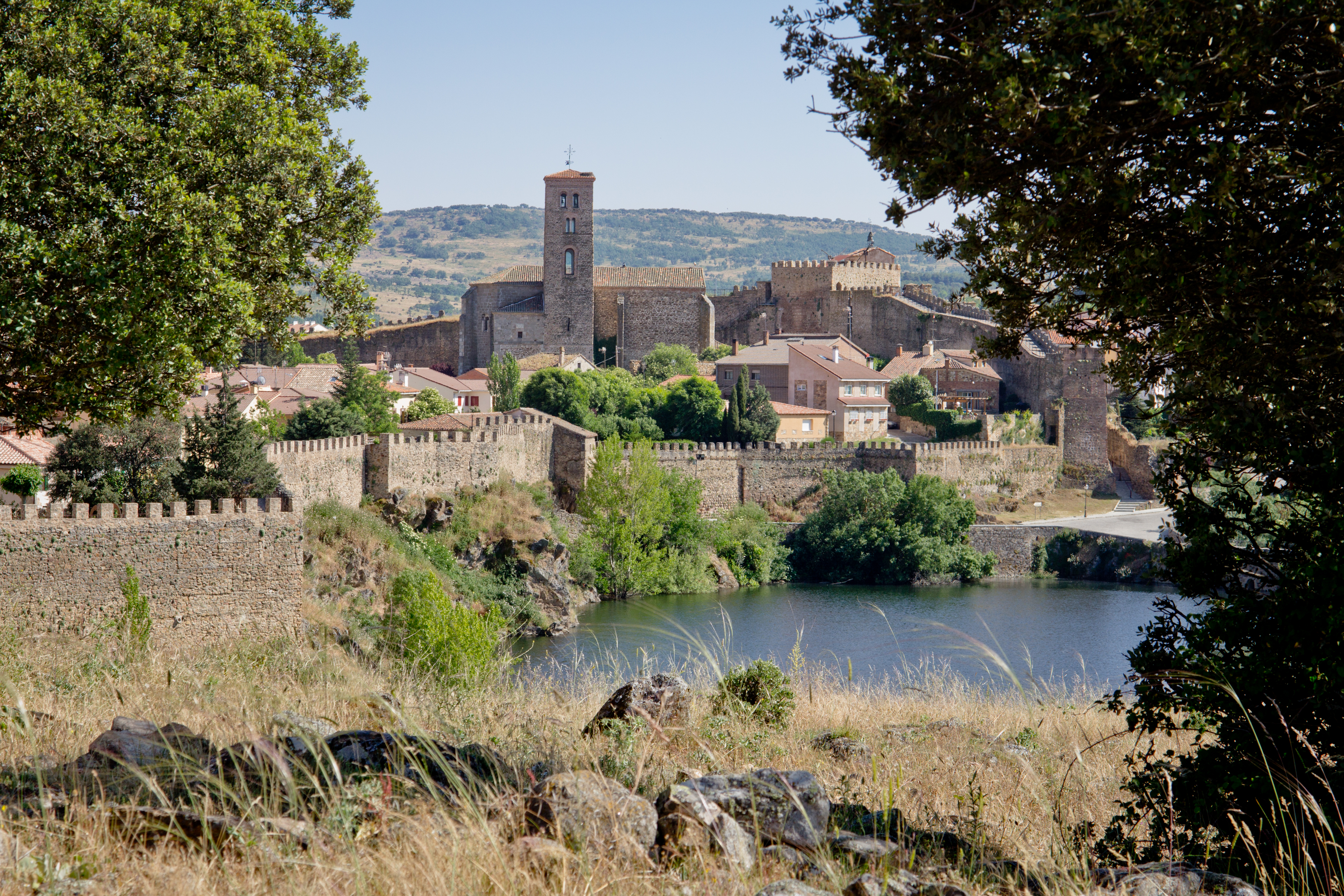
Stadtmauer und Kirche

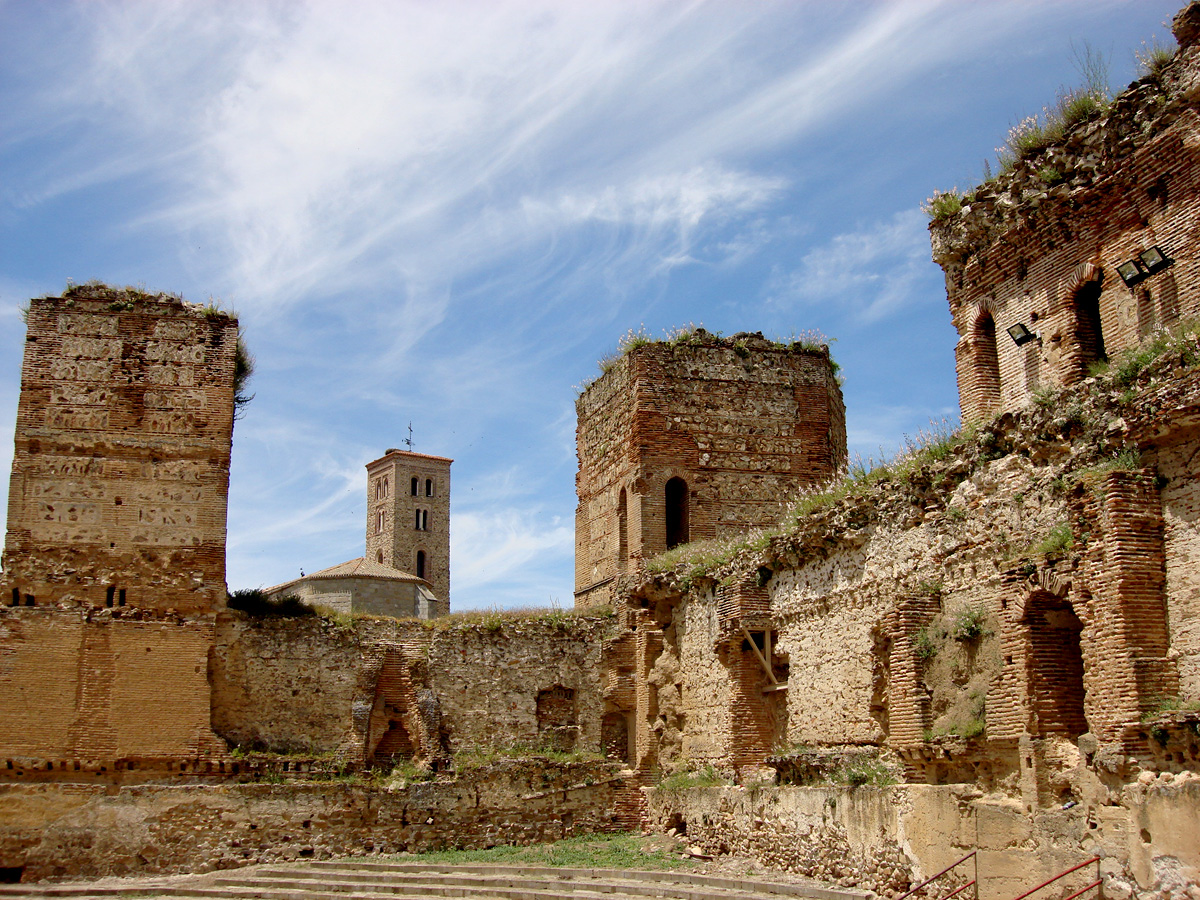
Burg (castillo)

- Die Altstadt von Buitrago ist umschlossen von einem komplett erhaltenen mittelalterlichen Mauerring (murallas), der auch das ursprünglich maurische Burgviertel (alcázar) umschließt.
- Die Türme der Burg (castillo) stammen in ihrer heutigen Form aus dem 15. Jahrhundert. Ihr aus Bruchsteinen mit zwischengelagerten Ziegelsteinlagen bestehendes Mauerwerk belegt die zur damaligen Zeit noch lebendige Mudéjar-Tradition.
- Der romanisch anmutende Glockenturm der nahebei stehenden Kirche Santa María del Castillo aus dem 14. Jahrhundert zeigt ähnliche Mauerwerkstechniken. Der übrige Bau besteht zur Gänze aus Bruchsteinmauerwerk. Das Innere der Kirche ist einschiffig und wird von einer modernen hölzernen Deckenkonstruktion überspannt.[7][8]
- Im ehemaligen Rathaus des Ortes befindet sich das Museo Picasso mit Werken (Zeichnungen, Keramiken etc.) aus der Sammlung des in Buitrago geborenen Picasso-Freundes Eugenio Arias Herranz.
- Eine einbogige spätmittelalterliche Brücke (Puente del Arrabal) überquert den Río Lozoya.
- Etwas versteckt im Ort steht ein Klauenstand (potro de herrar) zum Fixieren der Arbeitstiere bei der Hufpflege.

Umgebung
- Die im frühen 17. Jahrhundert erbaute, inzwischen aber ruinöse Casa del Bosque steht auf einer Anhöhe inmitten eines Kiefernwäldchens etwa 1 km südöstlich von Buitrago.

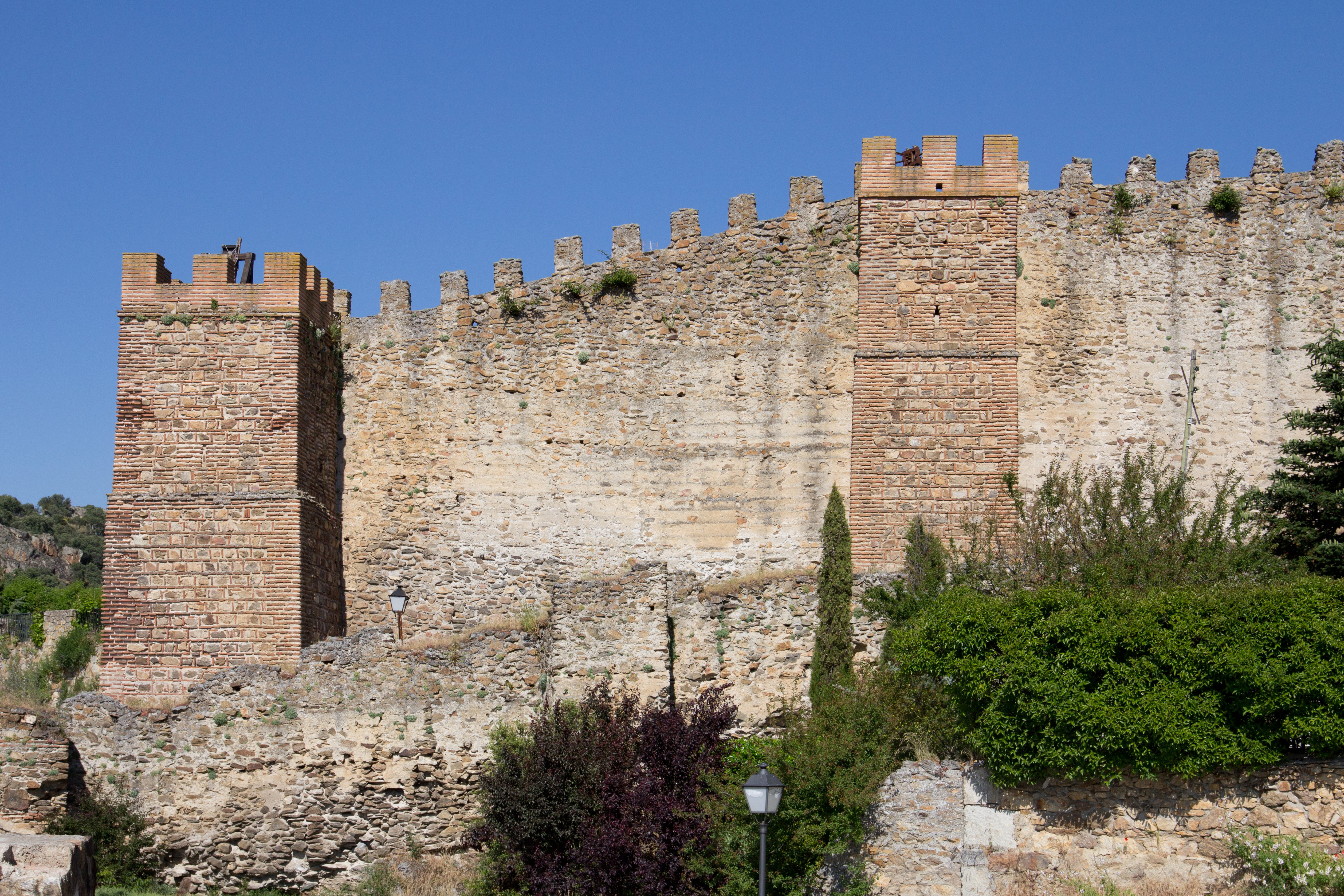
Stadtmauer
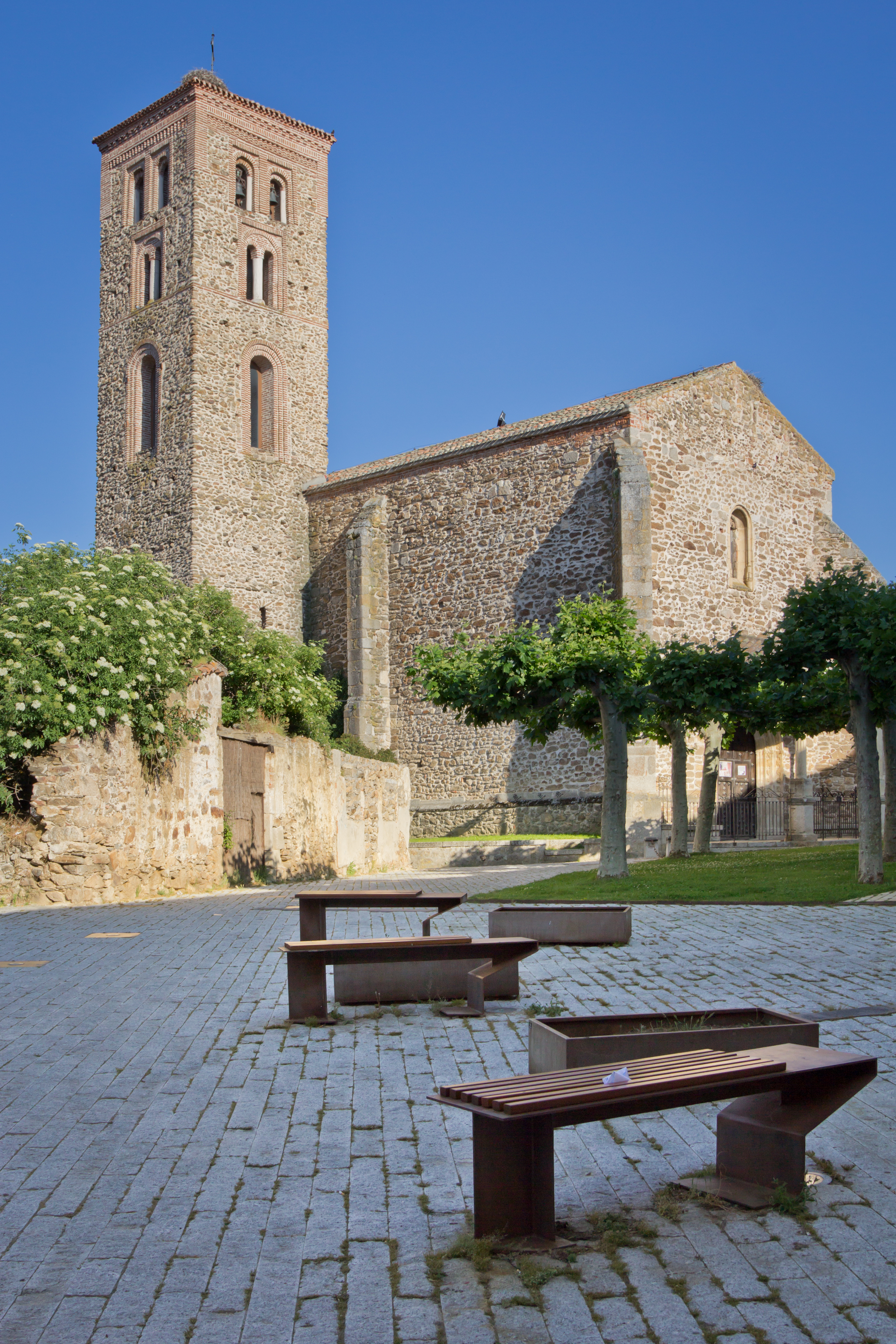
Kirche Santa María del Castillo
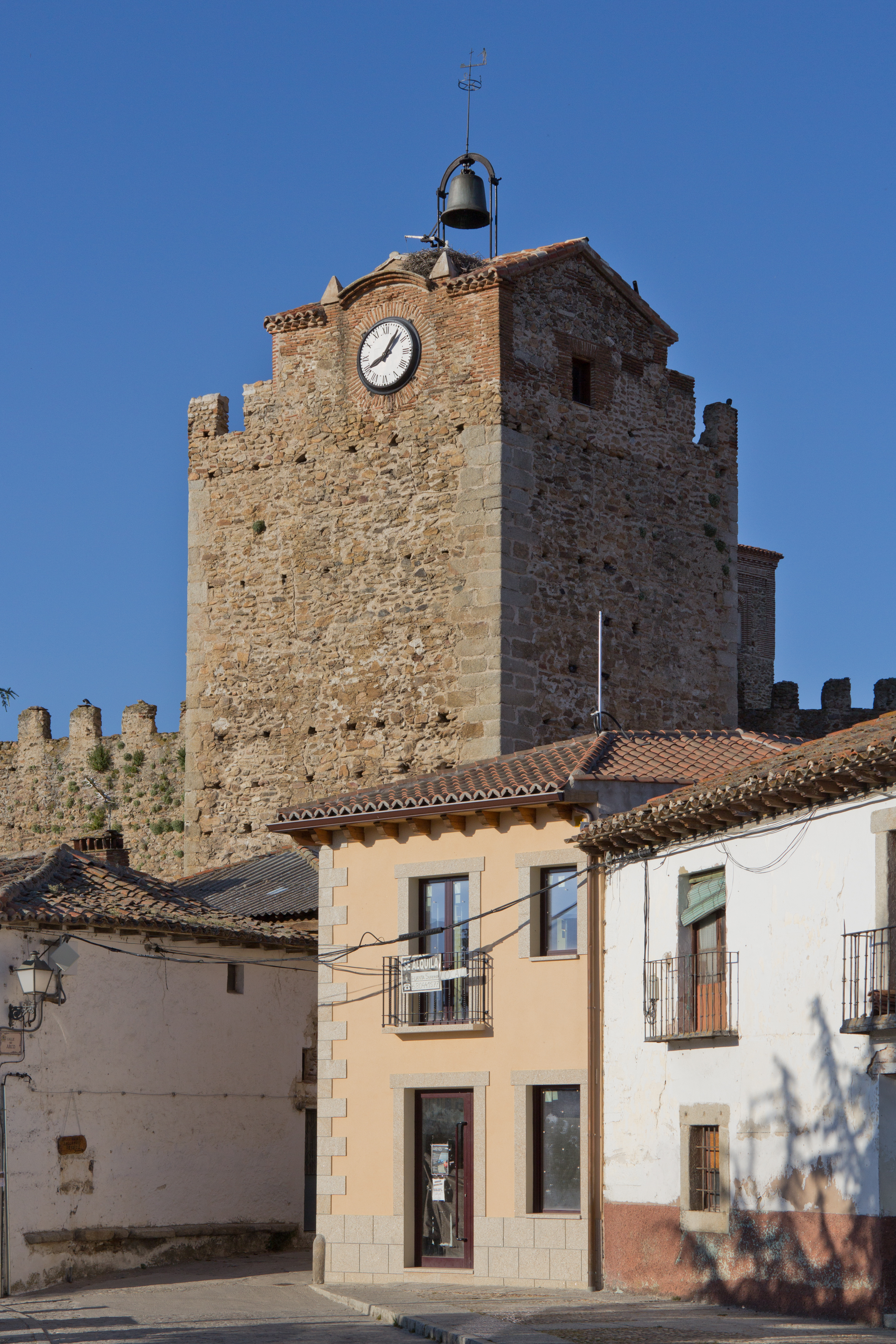
Uhrturm
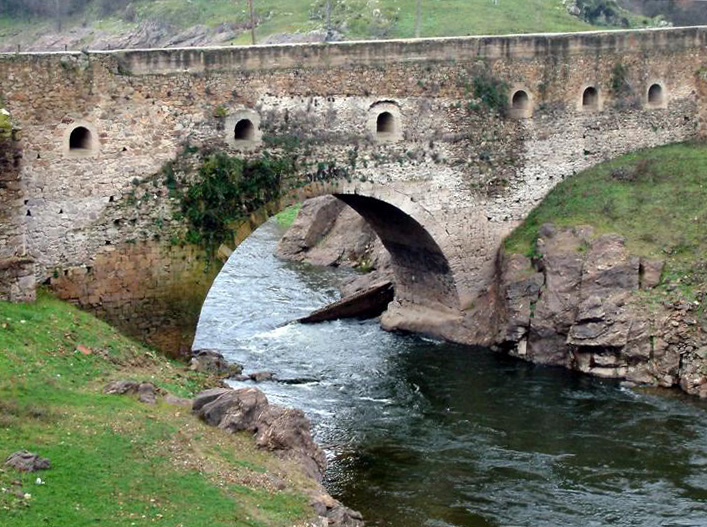
Puente del Arrabal
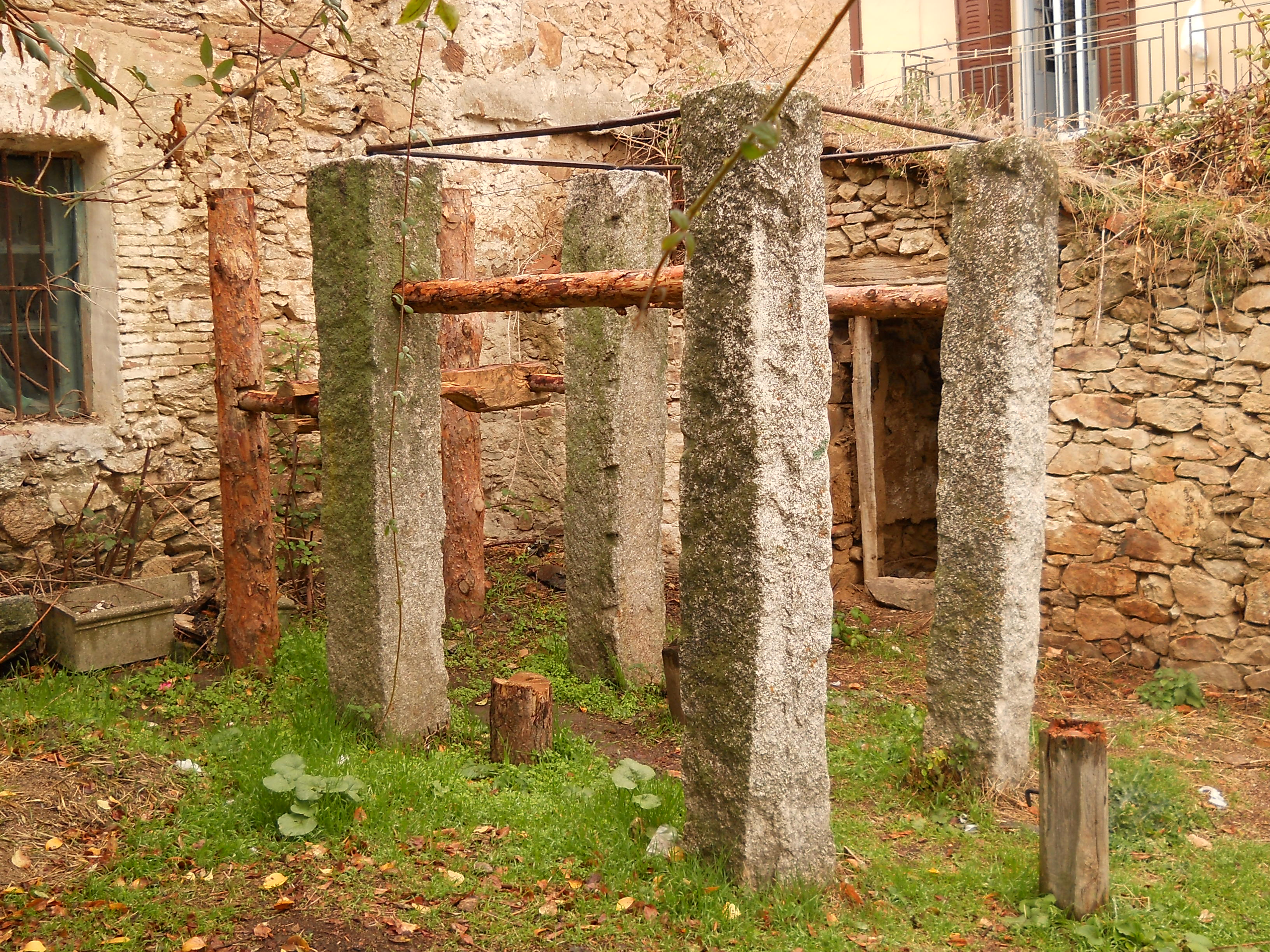
Klauenstand (potro de herrar)

## Partnergemeinden
- Santillana del Mar, Kantabrien
- Torrelavega, Kantabrien
- Guadalajara, Neukastilien
- Manzanares el Real, Provinz Madrid
- Carrión de los Condes, Altkastilien